# 反应焓
标准反应焓变(表示为ΔrH ⦵)是指系统中处于标准状态的物质发生反应时的焓变
- vAA + -vB B  + ...→v P  P +v Q  Q ...
忽略溶剂和溶质的混合焓或假设是理想溶液时标准反应焓变ΔrH ⦵与标准生成焓ΔfH ⦵的关系：
{\displaystyle \Delta _{\mathrm {r} }H^{\ominus }=\sum _{B}{v_{B}\Delta _{\mathrm {f} }H^{\ominus }(B)}}

在该等式中，v  B 是物质B的化学计量数。
与标准反应焓类似的焓变是标准生成焓。考虑到反应物和产物的标准生成焓，可以计算任何条件下任何反应的焓变。
定义：在标准状态的温度和压力下,反应物在相同温度和压力下,转化为产物时吸收或放出的热量。
反应焓在不同条件下的测量：
(1)恒容
(2)恒压
这两种情况下反应热大小是不同的。(1)在恒容条件下，因反应在刚性密闭容器中进行所以体积保持恒定，并且因为体积没有变化，因此也不涉及体积功。
根据热力学第一定律: {\displaystyle \Delta U=Q_{v}}
得出恒容反应热等于化学反应中内能的变化量(ΔU)。
化学反应中发生的放热/吸热变化仅仅是由于产物内能之和与反应物内能之和之差。
{\displaystyle Q_{v}=\sum U_{p}-\sum U_{r}}

这也表明在恒容反应热可以通过热力学能的变化量变化来计算。
(2)在恒压下，系统要么保持对大气开放，要么限制在容器内，在该容器上施加恒定的外部压力，并且在这些条件下系统的体积发生变化。
恒压下的反应热不仅涉及系统内能的变化量，还涉及系统的体积功。
{\displaystyle Q_{p}=\Delta U+W}
如果是恒压反应热，那么
{\displaystyle Q_{p}=\Delta H=\Delta U+P\Delta V.}
{\displaystyle Q_{p}=\left(\sum U_{p}-\sum U_{r}\right)+P\left(V_{p}-V_{r}\right)}
{\displaystyle Q_{p}=\left(\sum U_{p}+PV_{p}\right)-\left(\ sumU_{r}+PV_{r}\right)}
取定义{\displaystyle H=U+PV}。
得，{\displaystyle Q_{p}=\sum H_{p}-\sum H_{r}=\Delta H}
在恒定压力下，非体积功为零时系统的反应热等于焓变。

## 子链接
在每种情况下，“标准”一词意味着所有反应物和产物都在标准状态中。
- 中和反应焓是当酸和碱进行中和反应形成1摩尔水时发生的焓变化。
- 标准升华焓或升华热定义为升华1摩尔物质所需的焓。
- 标准溶液的焓(或溶液的焓变或溶液的热量)是在恒定压力下物质在溶剂中溶解的焓变化。
- 标准氢化焓定义为当1摩尔不饱和化合物与过量氢气反应完全饱和时观察到的焓变化。